# 単于都護府
単于都護府（ぜんうとごふ）は、中国・唐代の六都護府の一つ。燕然都護府の漠北移設に伴い、漠南の東突厥統禦の為に帰化城（フフホト市）付近に置かれた雲中都護府が翌年（664年）に改称されたもの。

## 沿革
630年（貞観四年）、雲中都督府を設置。
663年（龍朔三年）、雲中都護府を設置。
664年（麟徳元年）、単于大都護府に改称。

## 行政区分
- 雲中都督府・・・貞観四年、析頡利右部に設置[4]。
  - 舍利州・・・舍利吐利部に設置[5]。
  - 阿史那州・・・阿史那部に設置[6]。
  - 綽州・・・綽部に設置[7]。
  - 思壁州
  - 白登州・・・貞観末に燕然都護府だったが、のちに単于都護府に属す[8]。

- 桑乾都督府・・・龍朔三年、定襄に設置[9]。
  - 郁射州・・・郁射施部に設置[10]。
  - 藝失州・・・多地藝失部に設置[11]。
  - 卑失州・・・卑失部に設置[12]。
  - 叱略州

- 呼延都督府
  - 賀魯州・・・旧阿史那賀魯の部落。最初は雲中都督府に属していたが、のちに単于都護府に属す[13]。
  - 葛邏州・・・歌邏禄部と挹怛部を合わせて設置[14]。
  - 𨁂跌州・・・𨁂跌部に設置。最初は都督府で北庭都護府に属していたが、のちに単于都護府に属す[15]。

## 参考資料
- 『旧唐書』
- 『新唐書』